# Moisej Uritskij
Moisej Solomonovitj Uritskij (ryska: Моисей Соломонович Урицкий), född 14 januari 1873 i Tjerkasy, död 30 augusti 1918 i Petrograd, var en sovjetisk revolutionär och chef för Tjekan i Petrograd. Han mördades av Leonid Ioakimovitj Kannegiesser (1896–1918), en 22-årig rysk-judisk poet och kadett i Kejserliga ryska armén, vilken dock själv var socialrevolutionär, och som kom att avrättas som straff för mordet. Efter mordet på Uritskij 30/8 och det med det sammanhängande Dora Kaplans misslyckade attentat mot Lenin 5/9 påbörjade Tjekan massarkebuseringar. I Petersburg avrättades inte mindre än 500 personer under några få dagar för att sona Uritskijs död och i Moskva mer än 300 människor som svar på attentatet mot Lenin. Detta redovisas av chefen för den ukrainska Tjekan, M.J Ljazis i skriften ”Kampen på den inre fronten” 1920.

## Biografi
Uritskij föddes i Tjerkasy (Guvernementet Kiev) 1873 i en litvak-judisk familj. Hans far, en köpman, dog när Moisej Uritskij var ung och han växte upp med en ensamstående mor. Han utbildade sig i Bila Tserkva och blev aktiv socialdemokrat. Han studerade senare juridik vid Kievs universitet och anslöt sig till Rysslands socialdemokratiska arbetareparti. 1903 blev han mensjevik och tillsammans med Alexander Parvus arbetade han för att infiltrera säkerhetsapparaturen kring tsarens styre. Åren 1914–1917 befann han sig i Frankrike men anslöt till bolsjevikerna på hemmaplan några månader innan oktoberrevolutionen. Han tog senare över ledarskapet för tjekan i Petrograd och bedrev förföljelser mot politiska motståndare inom adeln, kyrkan och de militära leden. Petersburgstjeckan ”Pe-Tje- Ka” huserade i ett hus på Gorochovajagatan och kom att kallas Gorochovaja i likhet med Ljubjanka i Moskva.
Efter mordet på Uritskij tog Varvara Jakovleva under en tid över ledningen för Tjekan i Petrograd.